# Cape Fear (Carolina del Norte)
Cape Fear es un área no incorporada ubicada a lo largo de Carretera de Carolina del Norte 210 del condado de Harnett en el estado estadounidense de Carolina del Norte. La comunidad, en general, se encuentra cerca de la orilla norte del río Cape Fear, lugares prominentes cerca de aquí incluyen Iglesia Presbiteriana Cape Fear. 